# (13070) Seanconnery
(13070) Seanconnery ist ein Asteroid des inneren Hauptgürtels, der von dem belgischen Astronomen Eric Walter Elst am 8. September 1991 am französischen Observatoire de Haute-Provence im Département Alpes-de-Haute-Provence (IAU-Code 511) entdeckt wurde. Eine unbestätigte Aufnahme des Asteroiden hatte es vorher schon im März 1971 von Tom Gehrels gegeben (1127 T-1), im Rahmen der 1. Trojaner-Durchmusterung am 120-cm-Oschin-Schmidt-Teleskop des Palomar-Observatoriums.
Die Sonnenumlaufbahn des Asteroiden ist mit einer Exzentrizität von 0,2786 stark elliptisch. Die Rotationsperiode wurde von Rui Gonçalves vom 20. bis 30. August 2006 am Observatorium in Linhaceira in der Gemeinde Asseiceira in Portugal ermittelt und liegt bei 7,085 (± 0,001) Stunden.
Der mittlere Durchmesser von (13070) Seanconnery wurde mit weniger als 2 Kilometer berechnet. Er hat mit einer Albedo von 0,900 (±0,095) eine sehr helle Oberfläche.
Der Asteroid wurde am 9. März 2001 nach dem schottischen Schauspieler Sean Connery (1930–2020) benannt. Im Text des Benennungsantrages wird besonders seine schauspielerische Leistung im Film Der Name der Rose hervorgehoben.